# Daniel Schwenter
Daniel Schwenter, nemški orientalist, matematik, izumitelj, pesnik, knjižničar in univerzitetni učitelj, * 31. januar 1585, † 19. januar 1636.
Bil je profesor orientalskih jezikov (govoril je grščino, hebrejščino, arabščino, sirščino in aramejščino) in matematike na Unvierzi v Altdorfu.